# Suspenso

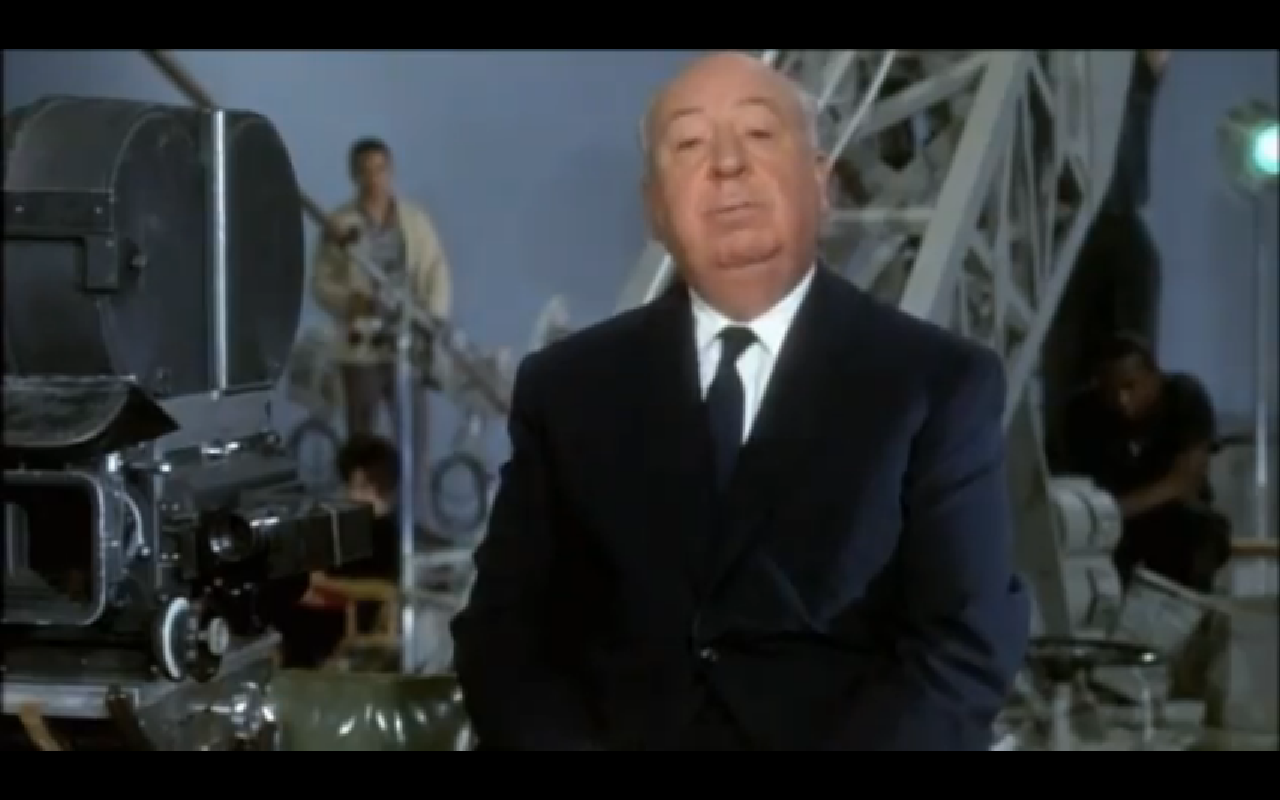
Alfred Hitchcock, maestro del suspenso en la cinematografía.

El suspenso, suspense (del inglés suspense, a su vez del francés suspense, derivado del latín suspensus), thriller, o tríler (del inglés thrill, ‘asustar’, ‘estremecer’ o ‘emocionar’) es un recurso literario y un amplio género de literatura, cine, televisión y videojuegos, que incluye numerosos y frecuentemente solapados subgéneros, cuyo objetivo principal es mantener al lector a la expectativa, generalmente en un estado de tensión, de lo que pueda ocurrirles a los personajes y, por lo tanto, atento al desarrollo del conflicto o nudo de la narración.
«Suspense», tal como se lee, es el término utilizado en España, mientras que en Hispanoamérica se utiliza «suspenso». En inglés se utiliza la palabra thriller.

## Características del recurso
En líneas generales, el suspenso es un sentimiento de incertidumbre o de ansiedad, consecuencia de una determinada situación que es vivida u observada, y que se refiere a la percepción de una determinada audiencia respecto de un trabajo dramático. Por cierto, este sentimiento no es exclusivo de situaciones de ficción, sino que puede presentarse en cualquier situación real donde haya posibilidades de ocurrir un desenlace penoso o un momento dramático, con tensión y emoción primaria.
En una definición más amplia, tal emoción principalmente surge cuando alguien se preocupa por su falta de conocimiento sobre el desarrollo de un evento significativo; «suspenso» sería, por tanto, la combinación de anticipación de desenlaces desagradables, mezclados con incertidumbre y oscuridad respecto del futuro.
No se debe confundir «misterio» con «suspenso». Suspenso se da cuando al público se le proporciona la información necesaria previa a los acontecimientos; de esa forma se le mantiene a la expectativa todo el tiempo. Mientras que el misterio se consigue únicamente provocando miedo a la audiencia. Asimismo, muchos afirman que sin misterio no hay suspenso. Alfred Hitchcock desmiente esa idea: 

«La telefonista del film Easy Virtue escucha al hombre y a la mujer que hablan de matrimonio. Esta telefonista estaba llena, cargada de suspenso, ¿la mujer que está al otro extremo del hilo aceptará casarse con el hombre que la llama? La telefonista quedó muy aliviada cuando la mujer dijo que sí y se terminó su propio suspenso. Este es, pues, un ejemplo de suspenso independiente del miedo».

Los géneros en los que más se ha utilizado este recurso han sido, tradicionalmente, el policíaco y el de terror.

### Narrativa tensional
Toda idea de suspenso, o más precisamente de «narrativa tensional», no tiene muy buena reputación en materia de literatura tradicional, ya que es considerada por algunos como un aspecto fundamentalmente dinámico del guion.
Meir Sternberg, en una visión retórico-funcionalista, considera el suspense como uno de los varios componentes de interés de una narración. De acuerdo con este especialista en teoría narrativa, «la narración puede ser definida como la interacción entre suspenso/curiosidad/sorpresa en el tiempo de la comunicación (en cualquier combinación, y aplicando cualquier medio o forma latente)». 
En esas mismas líneas teórico-funcionales, este autor define la narrativa como: 

«un discurso donde la interacción es lo que domina, ascendiendo de un posible detalle o rol secundario al status de principio regulador, el primero entre las prioridades de contar/leer».

En esta concepción, «suspenso» se diferencia netamente de «curiosidad», porque el primero necesita de una narración cronológica (el interés fundamentalmente se centra respecto a la incertidumbre en cuanto al futuro), mientras que el segundo genera misterio e interés modificando el orden de exposición de los eventos, en la teleología de la narración.
Raphaël Baroni usa el concepto más genérico de «narrativa tensional», para así establecer el tipo de ansiedad popular producida por una narración enigmática, que alarga las resoluciones, generando estrés y tensión a través de actos repentinos o inesperados y/o a través del lento curso de los acontecimientos en el cual se supone que va a pasar algo pero que en realidad no pasa nada. Considerando la importancia de la tensión en la dinámica del desarrollo y del clímax, se puede considerar el recurso de la intriga como esencial; o por el contrario, se puede considerar que la construcción de una buena trama consiste en la desfiguración de la historia por un narrador apropiado, que tenga la intención de transformar su historia en un enigma. Según esta visión, el escritor o el guionista se aparta de la narrativa clara y ordenada, precisamente para lograr el efecto deseado. De cualquier forma y en relación con una narrativa de tensión, se puede asumir que el suspenso no es únicamente un recurso de ficción popular, de filmes de Hollywood, o de novelas policiales, sino también de lo que podríamos llamar ficción tradicional.

### Aristóteles
De acuerdo con Aristóteles, en su libro Poética, el suspenso es una importante construcción literaria. En términos más concretos, consiste en generar, mediante un peligro real, un cierto grado de esperanza. Los resultados más comunes son:
- El impacto de peligro, por medio del cual la audiencia se sensibiliza y entristece por lo que pueda pasar.
- Si no hay esperanza o la misma es muy remota, la audiencia se conmociona y desespera.
- Si la esperanza se realiza o se confirma, se genera alegría y satisfacción en la audiencia.

### Paradoja del suspenso
Algunos autores han intentado explicar que la «paradoja del suspenso» se presenta cuando la tensión narrativa permanece efectiva aun cuando la incertidumbre sobre el futuro se encuentre neutralizada o despejada, porque de alguna manera la audiencia sabe cómo finalmente se resolverá la historia (consúltense Gerrig, 1989; Walton, 1990; Yanal, 1996; Brewer, 1996; Baroni, 2007). 
Algunas teorías defienden que, usualmente, nos enriquecemos mucho con los detalles de la historia, y que también el interés surge debido a algún lapso de memoria. Otras teorías sugieren que la incertidumbre sobrevive en las historias, porque durante la inmersión en el mundo ficcional, el observador en algún sentido siempre vive el momento y se enriquece con el conocimiento pormenorizado de los acontecimientos, o bien porque en nuestro fuero íntimo pensamos que el mundo ficcional representa al mundo real, donde la repetición de un acontecimiento es imposible o muy remota, ya que cualquier suceso secundario puede ser desequilibrante del desenlace (consúltese también el artículo Efecto mariposa).

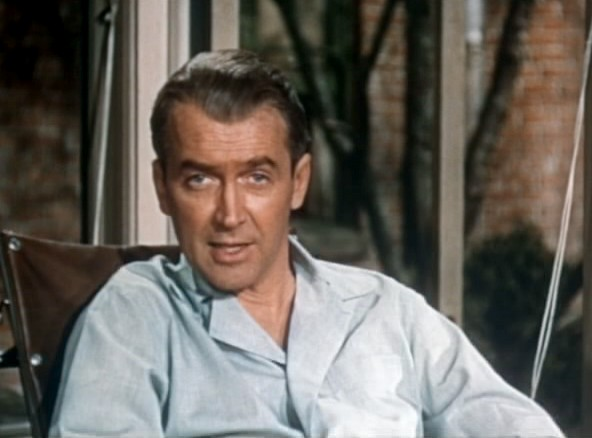
James Stewart en La ventana indiscreta, película de Hitchcock.

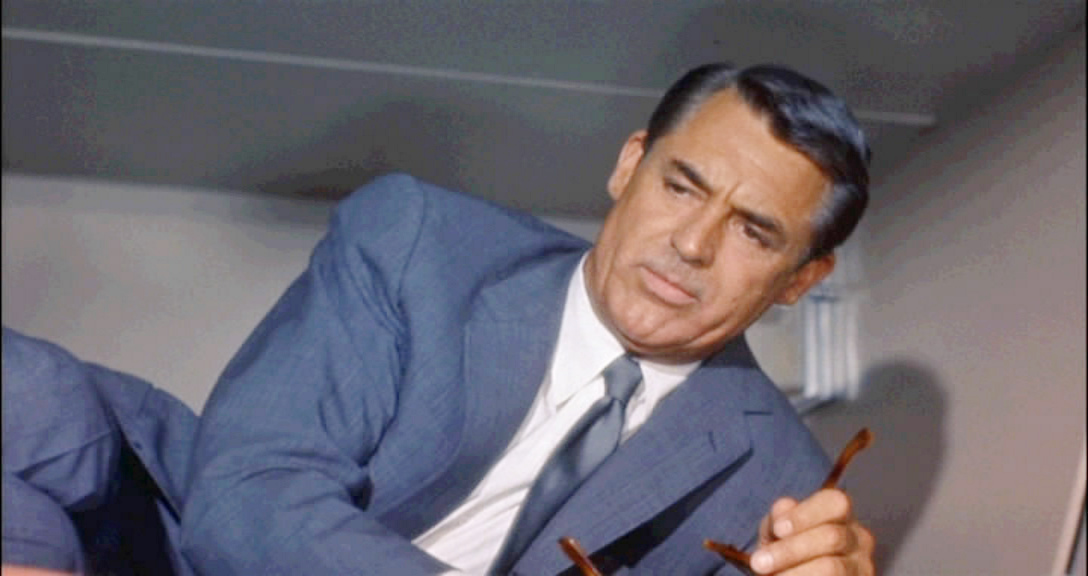
Cary Grant en North by Northwest, película de Hitchcock.

La posición de Yanal es más radical, y defiende que los efectos de la tensión narrativa sobreviven y se repiten, porque la propia incertidumbre es parte de la definición del suspenso.
Baroni propone que el tipo de suspenso que excita a la audiencia a anticipar lo que se está por vivir, es una precognición particularmente característica de los niños en la fase narrativa de los cuentos de hadas. Baroni defiende que otro tipo de suspenso sin incertidumbre puede emerger mediante la contradicción entre el conocimiento del futuro y el deseo, especialmente en la tragedia, cuando el protagonista muere o se pierde («suspenso por contradicción»).

## Características del género
El suspenso puede ser definido por la atmósfera que exhibe: emoción, que da origen al nombre del género en inglés.
Se caracteriza por un ritmo rápido, acción frecuente y con héroes ingeniosos que deben frustrar planes de más poderosos y mejor equipados (villanos). Se utiliza también gran cantidad de artilugios y de subterfugios como las pistas falsas y los cliffhangers.
Es un género narrativo que tiene su expresión en el cine, literatura, historietas, televisión y fotonovelas. Actualmente se encuentra influenciado por el terror psicológico.
Una película de suspenso es básicamente una historia de intriga. Posee un relato que tiene mayor consistencia y argumentación que otros géneros cinematográficos y su característica es que todos los elementos propios de un guion (personaje, antagonista, meta, conflicto, ritmo, etc.) están al servicio de una intriga, es decir al servicio de una acción que se ejecuta con astucia y ocultamente. 
También se las conoce como de «terror inteligente». Se utilizan técnicas como los cliffhangers ('ganchos', 'anzuelos', para que el público espere la próxima entrega: capítulo, episodios, etc.). 
Así como la función del género de terror es provocar un interés a través de emociones fuertes que ponen en estado de alerta al público; el género suspenso quiere provocar un interés a través de la emoción, pero al mismo tiempo suma un interés de carácter mental, entonces una película de suspenso funciona en la medida de que emociona e interesa cognitivamente al espectador. 
Una forma de generar esta emoción en el espectador es mediante lo que André Gaudreault y François Jost llaman «focalización», utilizando el término para determinar cuál es el foco del relato, y definiéndola como una «relación de saber entre el narrador y sus personajes». Lo que resulta interesante para el suspenso en sí aparece cuando el relato presenta una focalización espectatorial, es decir, cuando «en lugar de privarnos de ciertas informaciones, el narrador puede dar una ventaja cognitiva al espectador por encima de los personajes».
Así, manipulando el alcance de la información brindada, es posible conseguir poderosos efectos en el público. Una narración limitada será propensa a despertar mayor curiosidad y sorpresa, mientras que, como señalaba Alfred Hitchcock, un grado de narración ilimitada ayudará a construir el suspenso de mejor manera. En una entrevista con François Truffaut, Hitchcock se lo explicaba de la siguiente manera:

Ahora estamos manteniendo una charla muy inocente. Supongamos que hay una bomba debajo de esta mesa entre nosotros. No sucede nada, y luego de repente, «¡Booom!». Hay una explosión. El público se sorprende, pero antes de esa sorpresa, ha visto una escena absolutamente ordinaria, sin ninguna consecuencia especial. Ahora, tomemos una situación de suspense. La bomba está debajo de la mesa y el público lo sabe, probablemente porque han visto al anarquista colocarla ahí. El público es consciente de que la bomba va a explotar a la una y hay un reloj en el decorado. El público puede ver que es la una menos cuarto. En esas condiciones, esta inocente conversación se vuelve fascinante, porque el público está participando en la escena. El público ansía advertir a los personajes de la pantalla: «No deberías hablar de asuntos tan triviales. Hay una bomba a tus pies ¡y está a punto de explotar!».

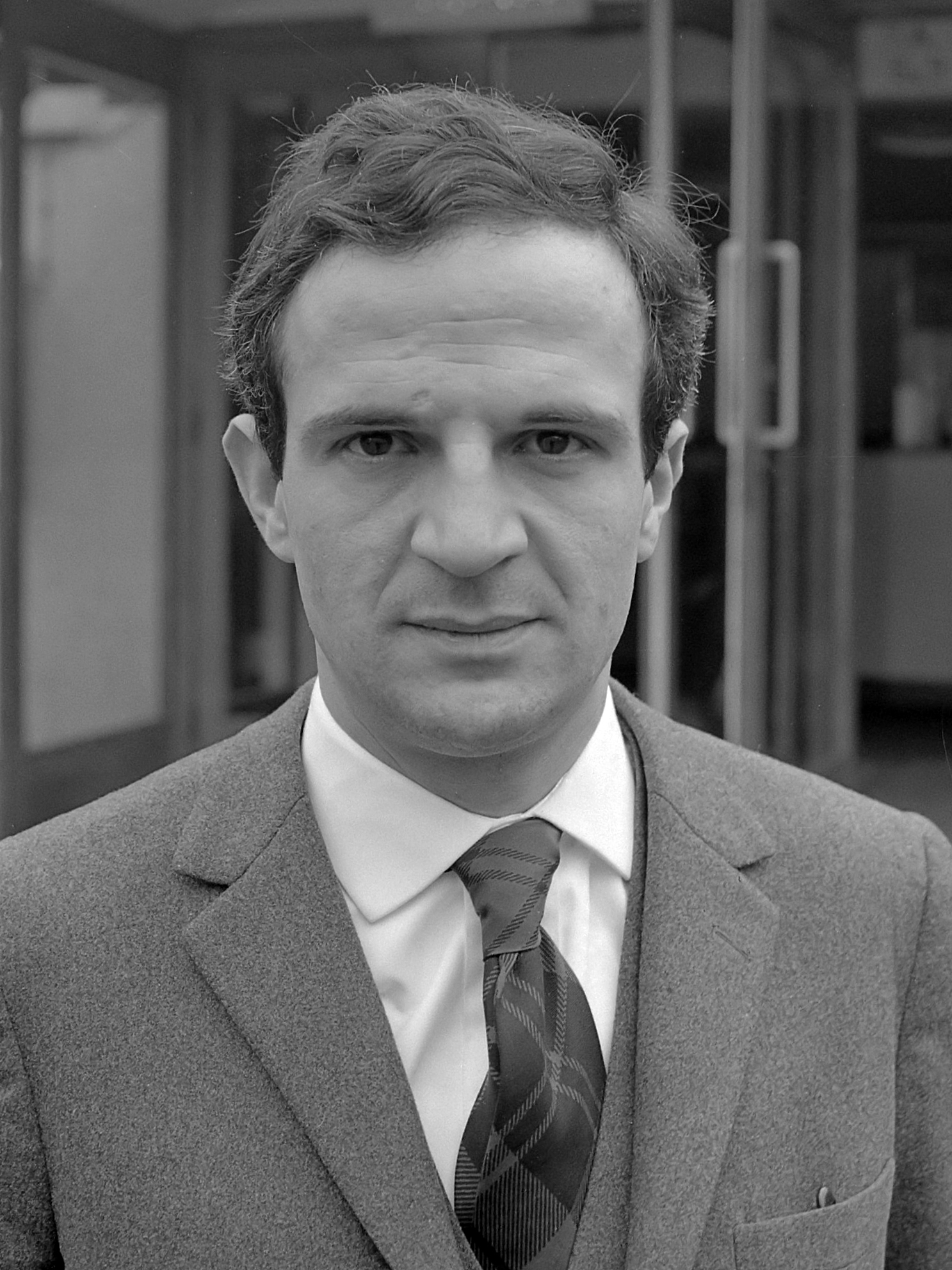
François Truffaut un director, crítico y actor francés. Realizó varias entrevistas a otros directores, como por ejemplo a Hitchcock.

En el primer caso hemos dado al público quince segundos de sorpresa en el momento de la explosión. En el segundo caso les hemos proporcionado quince minutos de suspense. La conclusión es que siempre que sea posible, el público debe estar informado.
Truffaut, François (1993). El cine según Hitchcock. Madrid: Alianza.

También es muy común utilizar la construcción cronológica para generar suspenso. El contar la historia de una manera atemporal, o con un orden cronológicamente inverso, hará que el espectador tenga que construir por sí mismo el tiempo fílmico, y por ende se está así alargando la espera de la resolución. Un ejemplo de orden atemporal es el caso de Pulp Fiction, dirigida por Quentin Tarantino, que va alternando entre sí las secuencias de acontecimientos. Mientras que un ejemplo de orden cronológicamente inverso es Memento, dirigida por Christopher Nolan, que presenta la historia de los acontecimientos desde el final hacia el comienzo.
Otra manera de utilizar el suspenso es fragmentar la información que se le da al espectador, sembrándole ciertas dudas que no siempre terminan por resolverse. Al fragmentar la información, el realizador logra que el espectador se genere ciertas expectativas sobre lo que sucederá a continuación en la historia; las mismas serán reformuladas si se confirman como ciertas, produciendo otras mayores, mientras que se crearán nuevas si no se corroboran. En este sentido influye mucho la construcción psicológica de los personajes, quienes dependiendo de sus rasgos y características, se desempeñan de tal o cual manera, permitiéndole al realizador una vía para suministrar información al espectador según su conveniencia. Un ejemplo de fragmentación de la información sucede en Los otros, dirigida por Alejandro Amenábar, en la cual constantemente el espectador intenta atar los cabos sueltos, reconstruyendo la historia de los personajes y estableciendo hipótesis sobre la base de la poca información que el realizador le aporta, para luego al final sorprenderse con el verdadero desenlace de la misma, arrojando toda hipótesis por la borda y defraudando toda expectativa que se armó durante la misma.
Las películas de suspenso suceden con frecuencia completa o parcialmente en lugares exóticos tales como ciudades extranjeras, desiertos, regiones polares o en alta mar. Los héroes en la mayoría de los thrillers son frecuentemente «tipos duros» acostumbrados al peligro, oficiales de policía, espías, soldados, marineros o pilotos. De todos modos, también pueden ser ciudadanos ordinarios arrastrados al peligro por accidente. Aunque tales héroes son tradicionalmente hombres, las mujeres están siendo cada vez más frecuentes.
Las películas de suspenso se solapan frecuentemente con historias de misterio aunque son distinguidas por la estructura de su argumento. En el suspenso, el héroe debe frustrar los planes de un enemigo, en lugar de descubrir un crimen que ya ha sucedido. En los suspensos también suceden a una escala mucho mayor: los crímenes que deben ser prevenidos son asesinatos seriales o masivos, terrorismo o derrocamiento de gobiernos. Peligro y confrontaciones violentas son elementos estándar en el argumento. Mientras en el misterio alcanza el clímax cuando este es resuelto, en el suspenso se alcanza el clímax cuando el héroe finalmente vence al villano, salvando su propia vida y frecuentemente las vidas de otros. En los suspensos influenciados por el cine negro y la tragedia, el héroe comprometido es frecuentemente asesinado en el proceso.
Al novelista británico Edgar Wallace (1875–1932) es a quien se le concede la etiqueta de creador del género thriller; ficción con una elevada acción conteniendo intriga que el protagonista debe experimentar, como en su novela Los cuatro hombres justos (1905). Gran parte de sus novelas fueron llevadas al cine, convirtiéndose en uno de los escritores más famosos de la Inglaterra de comienzos del siglo XX.
En años recientes, cuando las películas de suspenso fueron cada vez más influenciadas por el horror o la exposición popular del horror psicológico (Hide and Seek, La isla siniestra) un elemento omnisciente o monstruoso se convirtió en común para aumentar la tensión. El monstruo puede ser cualquier cosa, incluso una fuerza física inferior hecha superior solo por su intelecto (como en la serie de películas Saw), puede ser una entidad sobrenatural (Drácula, Christine, The Amityville Horror y Final Destination), extraterrestres (libros de Cthulhu de H. P. Lovecraft, La cosa de John Carpenter) asesinos seriales (El padrastro, La matanza de Texas), microbios o agentes químicos (Cabin Fever, El último hombre sobre la Tierra de Richard Matheson), o incluso sólo peligros fruto de la imaginación entremezclada ingeniosamente con la realidad (Perfect Blue). Algunos autores han hecho su marca incorporando todos esos elementos (Richard Laymon, Francis Paul Wilson) a través de sus bibliografías.
Distinciones similares separan el suspenso de otros solapando géneros: aventura, espía, legal, guerra, ficción marítima y demás.
El suspenso no se define por su temática, sino por la forma de acercarse a esta. Muchos suspenses involucran espías y espionaje, pero no todas las historias de espías son suspensos. Las novelas de espías de John le Carré, por ejemplo, explícita e intencionalmente rechazan las convenciones del thriller. Por el contrario, muchos suspensos cruzan a otros géneros que tradicionalmente han tenido pocos o ningún elemento de suspense. Alistair MacLean, Hammond Innes y Brian Callison son mejor conocidos por sus suspensos, pero también son notables escritores de historias del hombre contra el mar. Libros de fantasía como la saga de Harry Potter de la autora británica J. K. Rowling pueden catalogarse en este género con mezcla de fantasía, suspenso policíaco y suspenso político.

### Estructura del género
- Argumento: tesis bien fundamentadas y generalmente más consistentes que las de otros géneros.
- Protagonista: un personaje duro, ingenioso, acostumbrado al peligro.
- Protagonistas habituales: policías, espías, detectives, profesores, médicos, marineros, oficiales, pilotos, personajes perturbados mentalmente, etc.
- Antagonista: villanos muy preparados, poderosos e influyentes.
- Antagonistas habituales: asesinos, políticos corruptos, mafiosos.
- Elementos omniscientes: energías, microbios, entidades, agentes químicos, especie sobrenatural, zombis, etc.
- Meta del protagonista: debe frustrar los planes de un enemigo poderoso. Descubrir la respuesta a los interrogantes que dan inicio a la trama (resolver un crimen, encontrarle explicación a sucesos extraños, etc.).
- Desarrollo: su relato posee elementos de peligro, asesinatos, confrontaciones de diversa intensidad y elementos sorpresa.
- Temáticas comunes: frustrar asesinatos, evitar derrocamientos de gobiernos, revelar engaños políticos, sociales o religiosos.
- Locaciones habituales: desiertos, regiones polares, ciudades extranjeras, etc. Escenarios que sean desconocidos para una determinada audiencia; mejor si despierta algún tipo de misterio.

## Desarrollo en la historieta
El historietista español Jesús Blasco señala que el proceso normal para desarrollarlo «consiste en hallar primero la situación de suspense y en ir a parar después, a través de la narración, hacia esa situación». Para ello, el autor ha de estimular continuamente la participación del lector, proporcionándole «pistas» del desenlace de la historia. Sin embargo esta suele resolverse de manera totalmente racional, sin que quede ningún cabo suelto. Se debe explicar lógicamente todo, para que con esto el relato posea la verosimilitud que requiere su género, sin que el efecto de tensión generado llegue a defraudar al lector.
Si la situación queda irresuelta hasta un próximo capítulo, es habitual despedir el número con textos que acentúen el suspenso, como por ejemplo, «¿Podrá librarse Cuto del terrible peligro que le amenaza?», y similares. También se pueden producir sensaciones de miedo y terror sobre los lectores así admirando y exaltando al texto.
Y lo que se ha dicho sobre la historieta, obviamente en alguna medida también vale para los cuentos y las novelas de misterio o de terror, publicados por entregas por ejemplo en los magacines populares.

## Suspenso en el cine y en la televisión
Por extensión, en literatura y en la cinematografía, el término «suspenso» pasó a designar un género de narrativa (de ficción o de no-ficción) en el que predominan las situaciones de tensión, provocando temor o eventualmente asustando o sobresaltando, al lector o espectador.
En el cine, el suspenso fue ampliamente explorado, como forma de atraer y cautivar a una audiencia. Y algunos cineastas lo tomaron como su marca registrada, como fue el caso de Alfred Hitchcock, cuyos filmes tienen la preocupación principal de provocar reacciones de miedo y de sobrecogimiento, o al menos de expectativa. En el tipo de suspenso descrito por Hitchcock, ello ocurre cuando la audiencia tiene la expectativa o la presunción de que algo malo está por acontecer, una perspectiva por cierto construida a través de la presentación de eventos sucesivos, en los cuales no se tiene la posibilidad de interferir de forma de cambiar el rumbo de la acción.
Muchas series de televisión exploran el suspenso como forma de mantener el interés de la audiencia por largos períodos. Un ejemplo de ello fue la serie The Twilight Zone, realizada en 1959, y que desarrollaba un clima entre suspenso y poesía en historias centradas en la vulnerabilidad humana, incentivando la reflexión personal. El éxito y la originalidad del formato de la serie produjeron varias refilmaciones y varias continuaciones en los años 1980 y 2002.

### Música en el cine de suspenso
La banda de sonido es uno de los mejores recursos con el que cuenta un realizador a la hora de generar suspenso en un film. La banda sonora se divide en voces, ruidos y música, pudiendo agregar también en ella el silencio, siempre y cuando sea utilizado de manera intencional y simbólica. Estos tres últimos son de los que se vale el realizador para crear una sensación de ansiedad en el espectador, ya sea por un silencio «incómodo», una música «tensa» o por ruidos «estremecedores». Según como se utilice, la música y los sonidos ofrecen la posibilidad de insinuar cosas al espectador sin tener necesariamente que mostrarlas, y el suspenso la toma para poder generar en la mente del público aquello que, visto en pantalla, no generaría la misma sensación de tensión.
En el caso del suspenso, crear una ambientación sonora y musical es importante porque ayuda a sumergir al espectador en el relato y a participar de él, como por ejemplo, formulando hipótesis y anticipándose a lo que pasará, logrando así el suspense deseado. El compositor español Rafael Beltrán Moner define la ambientación musical como «el acto de elegir estéticamente la música apropiada a cada escena o secuencia que lo precise, considerando la unidad de conjunto y sutileza particular en cada caso».

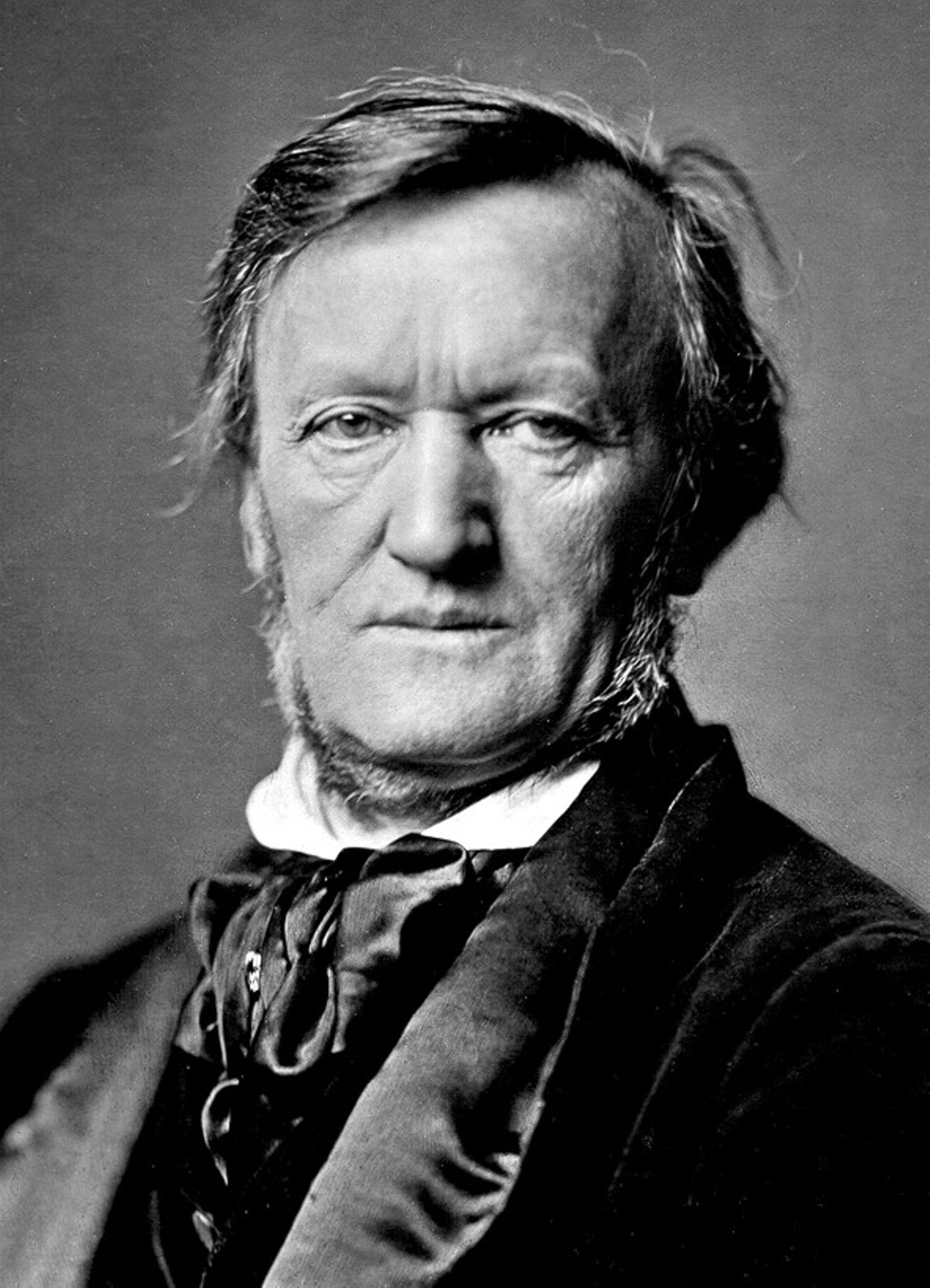
Richard Wagner, compositor pionero en el uso de leitmotivs, recurso utilizado en gran medida para generar el suspenso a través de lo sonoro.

A la hora de crear una ambientación musical, resulta muy frecuente la utilización de lo que se denomina leitmotiv, o como lo describe María de Arcos, «un motivo conductor de ascendencia wagneriana: células musicales asociadas a personajes (y también a lugares, épocas, etc.), cuya función es expresar la naturaleza y sentimientos de estos, o bien subrayar las situaciones representadas en la pantalla». Es decir, el leitmotiv puede presentar la forma de un fragmento musical breve o de un sonido repetitivo, el cual le es asignado a un determinado personaje o situación a través de la ambientación musical, logrando que el espectador los relacione como un conjunto. El establecimiento de esa correlación entre leitmotiv-personaje permite ofrecer todo tipo de guiños al espectador, quien ahora al oír un fragmento musical puede prever y esperarse una situación, o la aparición de un protagonista en la diégesis.
La película M, dirigida por Fritz Lang, fue una de las primeras en emplear fuertemente este recurso, asociando la melodía silbada con el personaje de Hans Beckert; desde entonces, cientos de directores se han valido de la técnica, logrando leitmotivs tan memorables como el de la película Tiburón, dirigida por Steven Spielberg, o el del a escena de la ducha de Psicosis, de Alfred Hitchcock. Pero también existen otros ejemplos populares, como el leitmotiv que caracteriza a Michael Myers, el asesino de la saga Halloween, de directores como John Carpenter, Rick Rosenthal y Tommy Lee Wallace; el de Hannibal Lecter en El silencio de los corderos, dirigida por Jonathan Demme; o la melodía distintiva de Freddy Krueger en Pesadilla en Elm Street, dirigida por Wes Craven.
Cabe aclarar, que si bien los leitmotivs son características típicas de los thrillers y de los filmes de terror, también han sido utilizados hábilmente para generar suspenso en todo tipo de películas, de muchos otros géneros, y resulta curioso como la mayoría de los temas musicales principales de las películas de terror son en realidad los leitmotivs de los personajes que encarnan el mal, o del peligro que se hace presente en dichos filmes, tal es el caso de El exorcista, dirigida por William Friedkin.
La ambientación musical le da al realizador un enorme abanico de posibilidades para poder construir el suspenso en su relato. Normalmente, aunque puede variar según sus fines, la elección de una ambientación se disputará entre dos extremos muy diferentes: por un lado, puede elegir utilizar una música constante, unificadora a todo el relato, y por el otro, una ambientación completamente silenciosa. En este último caso, generalmente, se ha validado el uso de la música como puntuación, es decir, entrando en un momento específico y con un motivo en concreto, irrumpiendo la continuidad de un tenso silencio. En cuanto a esto, Michel Chion opina que «la impresión de silencio en una escena fílmica no es el simple efecto de una ausencia de ruido», sino que «el silencio (…) nunca es vacío neutro; es el negativo de un sonido que se ha oído antes o que se imagina…».
El silencio entonces es una cualidad fundamental a la hora de crear una ambientación sonora. Rafael Beltrán agrega a esta noción de impresión de silencio las cualidades de silencio objetivo, definido como la simple ausencia de música y ruido; y silencio subjetivo, el cual consiste en la anulación de música y ruido por completo, consiguiendo con la ausencia de estos otro medio de expresión para crear un ambiente emocional. Este tipo de silencio crea la sensación de un vacío tenso. Así mismo, María de Arcos opina que, habiendo elegido una ambientación con la música constante, «puede haber ocasiones en que interese una suspensión brusca de la música para conseguir, por ejemplo, un determinado impacto emocional en el espectador». Esto quiere decir que también es posible utilizar el silencio mismo como puntuación.
La preocupación del cine por formar una síncresis, es decir, una relación directa entre lo que se ve y lo que se oye, se ha ido transformando con el tiempo y según los efectos propuestos por los realizadores. Michel Chion fue quien introdujo el concepto de valor añadido en el ámbito cinematográfico, designando así «el valor expresivo e informativo con el que un sonido enriquece una imagen dada, hasta hacer creer (…) que esta información o esta expresión se desprende de modo “natural”». En otras palabras, el sonido o música puede dar un sentido a la imagen que sin él no tendría. La música puede utilizarse para acompañar directamente lo que vemos en pantalla, pero también es posible utilizarla como un contrapunto, donde «lejos de resultar redundantes (…), sonido e imagen formarían dos cadenas paralelas y libremente enlazadas, sin dependencia unilateral». Se puede decir que hay dos formas de utilizar la música en este sentido, siendo redundante o todo lo contrario: la banda sonora nos está diciendo algo completamente diferente a lo que nos dice la imagen, y Chion remarca que «el contrapunto audiovisual no se advierte salvo si opone sonido e imagen sobre un punto preciso, no de naturaleza, sino de significación».
Memorables ejemplos de contrapunto audiovisual están presentes en La naranja mecánica, dirigida por Stanley Kubrick. Cuando Alex y sus «drugos» llegan al teatro abandonado, por ejemplo, vemos a la pandilla rival intentando violar a una chica, quien luego logra escaparse desnuda mientras los dos grupos rivales se enzarzan en una violenta pelea. Minutos después, en otro contexto, Alex irrumpe en una mansión con la intención de robar; allí se encuentra con una señora mayor, con quien forcejea, intentando golpearse con las esculturas del decorado, hasta que un golpe de Alex termina matándola. Durante ambas escenas, a pesar de la crudeza visual de la violencia y del intento de violación, se puede oír de fondo la obertura de La gazza ladra, una obra clásica de Gioachino Rossini relacionada con lo cómico y lo ridículo.
Pero el contrapunto no solo puede darse por la música añadida, sino también con sonidos o voces provenientes de la diégesis. En La naranja mecánica, por ejemplo, mientras los drugos destrozan la casa del escritor, lo golpean, lo inmovilizan y desnudan a su mujer, dispuestos a violarla, el personaje de Alex canta alegremente «Singin' in the Rain». En el sexto capítulo de la serie Stranger Things, El monstruo, dirigido por Matt y Ross Duffer, Hopper y Joyce hablan con una mujer sobre el terrible pasado de su hermana, quien fue víctima de experimentos científicos que la llevaron a perder a su hija, mientras de fondo se puede oír una dulce melodía, proveniente de un móvil sobre una cuna de bebé. Vale decir que, en la mayoría de las ficciones donde aparecen niños, es típico este contrapunto entre una imagen terrorífica y algún juguete (como la caja musical) que suena durante la escena, convirtiéndose así un cliché. 
El cliché es un lugar común en muchas películas del género, siendo ya estandarizados y colectivamente aceptados, para generar diferentes situaciones en el relato. Sin embargo, las películas de terror o suspenso son las que más hacen uso de los clichés cinematográficos para generar emociones específicas. En la banda sonora, especialmente, los clichés son una de las claves más utilizadas, y muchos de ellos se mantienen en el tiempo desde los inicios del género de suspenso. Como dice María de Arcos: «Los clichés constituyen una activación de códigos culturales en el espectador. Por consiguiente, su uso puede facilitar una respuesta acorde a las intenciones del realizador». El caso de la música es más notorio, ya que es fácil caer en un lugar común, «la utilización de la música atonal en los momentos de tensión, en especial en las películas de terror o suspense, ha acabado por convertirse en un cliché como otro cualquiera (…), [se] han hecho uso y abuso de clústers, glissandos, notas sobreagudas o trémolos en los graves para poner en situación al espectador». Generalmente, esta música no busca destacarse, sino al contrario, pasar inadvertida mientras va preparando psicológicamente al espectador para lo que viene. Lo debe mantener en alerta y generar constante tensión.
Así como son totalmente habituales en los filmes de suspenso los personajes de fantasmas, monstruos y asesinos en serie, también son muy habituales los clichés sonoros, tales como las escenas en que los pisos de madera irrumpen el silencio absoluto al rechinar cuando alguien los pisa, o que se escuchen los golpes de los árboles contra las ventanas durante las noches de viento. Lo mismo sucede con los graznidos de los cuervos, el ulular de las lechuzas y el movimiento de los arbustos en exteriores nocturnos. No menos importante son los ruidos de cadenas arrastrándose en áticos o cobertizos abandonados, ni las tuberías ruidosas en los sótanos de casas antiguas. Todos estos ejemplos y muchos más han sido tan generalizados por los filmes de suspenso que el espectador ya puede preverse las situaciones que acontecerán, pero aun así, los acepta naturalmente a la hora de tomar por real el mundo de la narración, por lo que es una de las mejores técnicas que el realizador posee para hacerlo entrar en tensión.
En este punto no son menos importantes las voces, ya que en los filmes de suspenso fantástico, cuando se introducen personajes como fantasmas, las voces son las que dan indicio de su existencia y son las encargadas de caracterizar tales personajes. También se puede trabajar la voz en los personajes utilizando algún efecto de sonido tal como la reverberación o eco.

### Directores de películas de suspenso
| - David Lynch - Wes Craven - Henri-Georges Clouzot - Alfred Hitchcock - William Friedkin - Raymond Chandler - Carol Reed - Michael Mann - Ridley Scott - Neil Jordan - Robert Harmon - John Huston - Sydney Pollack - Gary Fleder - John Frankenheimer | - Tony Scott - Jon Amiel - Mary Harron - Wolfgang Petersen - Brian De Palma - Christopher Nolan - David Fincher - John McTiernan - Quentin Tarantino - Jonathan Demme - Stanley Kubrick - Paul Verhoeven - James Foley - D.J. Caruso | - Gregory Hoblit - Adrian Lyne - Phillip Noyce - Joel e Ethan Coen - Alan J. Pakula - Roman Polanski - Stephen Hopkins - Joel Schumacher - M. Night Shyamalan - John Boorman - Martin Scorsese - Philip Kaufman - Steven Soderbergh |

### Actores de películas de suspenso
| - Christian Bale - James Stewart - Barbara Stanwyck - Clint Eastwood - Steve McQueen - Kevin Spacey - Bruce Willis - Roy Scheider - Sean Connery - Rutger Hauer - Harrison Ford - Tommy Lee Jones - Kevin Bacon - Willem Dafoe | - Michael Douglas - Denzel Washington - Gene Hackman - Matt Damon - Kurt Russell - Ed Harris - Nicole Kidman - Sharon Stone - Robert De Niro - Samuel L. Jackson - Jon Voight - Burt Reynolds - Wesley Snipes | - Chow Yun-Fat - Mark Wahlberg - Al Pacino - Malcolm McDowell - Robert Redford - William Petersen - Jodie Foster - Gary Sinise - Mel Gibson - John Travolta - Cary Grant - Johnny Depp - Chris Evans |